# Lethe dolopes
Lethe dolopes är en fjärilsart som beskrevs av William Chapman Hewitson 1872. Lethe dolopes ingår i släktet Lethe och familjen praktfjärilar. Inga underarter finns listade i Catalogue of Life.